# Перша Республіка (фільм, 2019)
«Перша Республіка» (башк. Беренсе Республика, рос. Первая Республика) — фільм башкирського режисера Булата Юсупова, що вийшов у світ 16 березня 2019 року.

## Сюжет
Фільм розповідає про башкирську інтелігенцію на початку становлення радянської влади, 1920-ті. Спочатку все було добре, у республіці видавались книги башкирською мовою, платівки, газети. Життя налагоджувалося. Але після вбивства Кірова почалися репресії, більшість культурних діячів були звинувачені в шпіонажі, та відправлені до в'язниць. Невелика кількість дожила до 1956, і була реабілітована. Інші або розстріляні, або померли в тяжких умовах таборів.

## У ролях
- Рушана Бабич — Зайтуна Бікбулатова
- Роберт Елкібаєв — Касим Азнабаєв
- Рафік Хасанов — Газіз Альмухаметов
- Руслан Хайсаров — Валіулла Муртазін-Іманський
- Артур Кунакбаєв — Макарім Махазієв
- Фаніль Тулунгужин — Габдула Амантай
- Ільгіз Мініахметов — Губай Давлетшин
- Рамзіль Сальманов — Даут Юлтий
- Лілія Іскужина — Хадія Давлетшина
- Сергій Міхєєв — Яків Бикін
- Фіргат Гаріпов — Муллаян Халіков
- Ріната Крицька — Нінель Юлтиєва
- Азат Гайнанов — Файзі Гаскаров

## Зйомки
Фільмування стрічки почалося 24 травня 2018 року. На фільм з державного бюджету було виділено 9 мільйонів рублів. Також фільму надав допомогу «Фонд президентських грантів Республіки Башкортостан» у розмірі 300 000 рублів. Більшість сцен знімались на державній кіностудії «Башкортостан», проте на один день в Уфі було перекрито Радянську площу для фільмування сцен на вулиці.